# Dragpa Gyaltsen (Sakya)
(Jetsün) Dragpa Gyaltsen (Sakya, 1147 - 1216) hoort tot de Vijf Eerwaardige Meesters die de sakyatraditie in het Tibetaans boeddhisme tot bloei brachten.
Dragpa Gyaltsen was een zoon van de eerste Eerwaardige Meester, Sachen Künga Nyingpo, en een leerling van zijn vader tot diens dood in 1147. Van 1172 tot 1215 werd hij de vijfde sakya trizin.